# Baron Lawrence

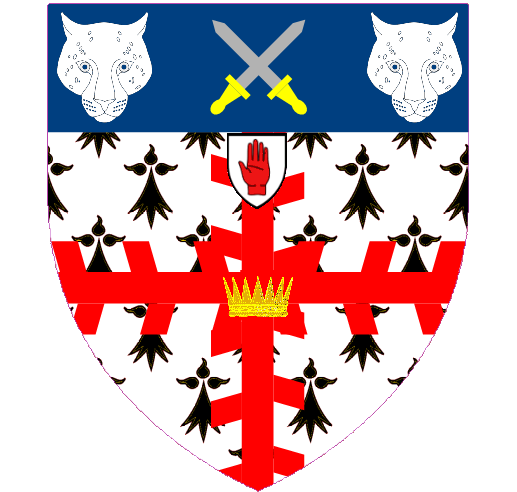
Wappen der Barone Lawrence

Baron Lawrence, of the Punjab and of Grateley in the County of Southampton, war ein erblicher britischer Adelstitel in der Peerage of the United Kingdom.
Der Titel wurde am 3. April 1869 für Sir John Lawrence, 1. Baronet, geschaffen. Dieser war zuvor fünf Jahre Generalgouverneur und Vizekönig von Indien gewesen. Bereits am 16. August 1858 war ihm der zur Baronetage of the United Kingdom gehörende, fortan nachgeordnete Titel Baronet, of the Army, verliehen worden.
Beide Titel erloschem am 14. August 2023, beim kinderlosen Tod von dessen Urenkel dem 5. Baron Lawrence.

## Liste der Barone Lawrence (1869)
- John Laird Mair Lawrence, 1. Baron Lawrence (1811–1879)
- John Hamilton Lawrence, 2. Baron Lawrence (1846–1913)
- Alexander Graham Lawrence, 3. Baron Lawrence (1878–1947)
- John Anthony Edward Lawrence, 4. Baron Lawrence (1908–1968)
- David John Downer Lawrence, 5. Baron Lawrence (1937–2023)